# 7人制ラグビー男子フランス代表
7人制ラグビー男子フランス代表（英語: France national rugby sevens team）は、国際大会に派遣される7人制ラグビーの男子フランス代表チームである。
ワールドラグビーセブンズシリーズ、ラグビーワールドカップセブンズなどに出場している。

## 歴史
1999年からワールドラグビーセブンズシリーズに参加。
その後2005年、パリセブンズでワールドラグビーセブンズシリーズでの初優勝を果たした。
そしてワールドラグビーセブンズシリーズ2023-24シーズンで総合初優勝を果たし、同年、地元開催の2024パリ五輪では15人制ラグビーフランス代表主将アントワーヌ・デュポンの活躍もあり、決勝で五輪2連覇中の7人制フィジー代表を下して初の金メダルを獲得した。

## 成績

### 夏季オリンピック
| 年   | ラウンド     | 順位     | 試       | 勝       | 負       | 分       |
| ---- | ------------ | -------- | -------- | -------- | -------- | -------- |
| 2016 | 準々決勝敗退 | 7        | 6        | 3        | 3        | 0        |
| 2021 | 出場なし     | 出場なし | 出場なし | 出場なし | 出場なし | 出場なし |
| 2024 | 優勝         | 1位      | 6        | 4        | 1        | 1        |
| 計   | 優勝 1 回    | 2/3      | 12       | 7        | 4        | 1        |

### ワールドカップ
| 年   | ラウンド             | 順位 | 試 | 勝 | 負 | 分 |
| ---- | -------------------- | ---- | -- | -- | -- | -- |
| 1993 | ボウル準決勝敗退     | 15   | 6  | 2  | 4  | 0  |
| 1997 | カップ準々決勝敗退   | 8    | 5  | 4  | 1  | 0  |
| 2001 | ボウル準々決勝敗退   | 21   | 6  | 2  | 4  | 0  |
| 2005 | カップ準々決勝敗退   | 5    | 6  | 4  | 2  | 0  |
| 2009 | プレート準々決勝敗退 | 13   | 4  | 2  | 2  | 0  |
| 2013 | カップ準々決勝敗退   | 5    | 4  | 2  | 1  | 1  |
| 2018 | カップ準々決勝敗退   | 8    | 4  | 2  | 2  | 0  |
| 2022 | 5位決定戦敗退        | 6    | 4  | 2  | 2  | 0  |
| 計   | 優勝 0回             | 8/8  | 39 | 20 | 18 | 1  |

### ワールドゲームズ
| 年   | ラウンド      | 順位     | 試       | 勝       | 負       | 分       |
| ---- | ------------- | -------- | -------- | -------- | -------- | -------- |
| 2001 | 3位決定戦敗退 | 4        | 6        | 3        | 3        | 0        |
| 2005 | 5位決定戦勝利 | 5        | 5        | 3        | 2        | 0        |
| 2009 | 出場なし      | 出場なし | 出場なし | 出場なし | 出場なし | 出場なし |
| 2013 | 3位決定戦敗退 | 4        | 6        | 3        | 3        | 0        |
| 計   | 優勝 0 回     | 3/4      | 17       | 9        | 8        | 0        |

### ワールドセブンズシリーズ
- 1999-00シーズン - 5位
- 2000-01シーズン - 13位
- 2001-02シーズン - 9位
- 2002-03シーズン - 8位
- 2003-04シーズン - 7位
- 2004-05シーズン - 8位
- 2005-06シーズン - 7位
- 2006-07シーズン - 8位
- 2007-08シーズン - 12位
- 2008-09シーズン - 13位
- 2009-10シーズン - 13位
- 2010-11シーズン - 10位[5]
- 2011-12シーズン - 9位
- 2012-13シーズン - 9位
- 2013-14シーズン - 10位
- 2014-15シーズン - 11位
- 2015-16シーズン - 11位
- 2016-17シーズン - 11位
- 2017-18シーズン - 13位
- 2018-19シーズン - 8位
- 2019-20シーズン - 6位
- 2021-22シーズン - 7位
- 2022-23シーズン - 4位
- 2023-24シーズン - 1位

## 直近大会の代表スコッド
パリ2024五輪スコッド
1. ジャン＝パスカル・バラク
2. アントワーヌ・デュポン
3. ネルソン・エペー
4. テオ・フォルネ
5. アーロン・グランディデエ
6. ジェファーソン＝リー・ジョゼフ
7. スティーブン・ペレス
8. ヴァリアン・パスケ
9. ラヤン・レバジ
10. ポーラン・リヴァ
11. ジョルダン・セポ
12. アンディ・ティモ
13. アントワーヌ・ゼグダル